# Aloe niebuhriana
Aloe niebuhriana (укр. Алое Нібура) — один з видів роду алое родини Xanthorrhoeaceae, суккулентна рослина.

## Розповсюдження
Ендемік Ємена і Саудівської Аравії.

## Етимологія
Видовий епітет «niebuhriana» даний на честь німецького ботаніка і дослідника арабських країн Карстена Нібура.

## Опис
Це соковита рослина з листям, згрупованими в базальні розетки. Листя широкі, довгі, м'ясисті і зелені, без плям або ліній, але з озброєними колючками полями. Квітки трубчасті оранжево-рожевого кольору, головки яких згруповані щільно на кінці стовбура в розетки.

## Систематика
Рослина була описана Джоном Якобом Лавраносом (англ. John Jacob Lavranos) і опис, опублікований в журналі Journal of South African Botany 31:68 у 1965 році.

## Охоронні заходи
Цей вид занесений до Червоної книги зникаючих рослин Ємену.